# Манетти, Рутилио
Рутилио ди Лоренцо Манетти (итал. Rutilio di Lorenzo Manetti; 1 января 1571, Сиена — 22 июля 1639, Сиена) — итальянский живописец периода барокко сиенской школы. Работал в основном в Сиене и близлежащих городах Тосканы, специализируясь на алтарных образах.

## Биография
Манетти, один из самых плодовитых художников XVII века, был учеником Вентуры Салимбени и Франческо Ванни. Известно, что он сотрудничал с Рафаэлло Ванни, сыном Франческо. Он был одним из первых художников, на которого оказали влияние новаторские идеи Федерико Бароччи, в частности, в отношении передачи аффектов и резких движений фигур с эффектами светотени. С 1615 года индивидуальный стиль художника менялся от барочного к натурализму караваджистов. Неясно, было ли это изменение обусловлено местными художниками из Сиены и Флоренции или прямыми поездками в Рим, во время которых он мог познакомиться с самим Караваджо. В результате, помимо религиозных тем, Манетти стал писать картины с типичными для караваджистов сюжетами, такими как банкеты и концерты.
После смерти Великого герцога тосканского Козимо II в 1621 году кардинал Карло Медичи, сын Фердинандо, озаботился о дальнейшем украшении семейного Казино Медичи ди Сан-Марко во Флоренции фресками флорентийских художников, прославляющими деяния семьи Медичи. В этих живописных работах, начавшихся осенью 1621 года и закончившихся в июле 1623 года, приняли участие Фабрицио Боски, Маттео Росселли, Филиппо Таркьяни, Анастаджо Фонтебуони, Оттавио Ваннини и Микеланджело Чинганелли и Рутилио Манетти.
В Казино кардинал хранил большую библиотеку и коллекцию живописи, включавшую более трёхсот картин, в числе которых были произведения Тициана и Андреа дель Сарто. Для этой коллекции в 1621—1624 годах им были приобретены картины Джованни Ланфранко, Гвидо Рени, Франческо Курради, Якопо да Эмполи, многих других художников, в том числе Рутилио Манетти.
Главным произведением Рутилио Манетти считается сиенский цикл фресок в оратории Сан-Рокко в Контрада-делла-Лупа, включающий «Истории Святого Роха» (1605—1610), «Аллегорию тщеславия», «Бесы» и «Три пьяницы». Также заслуживают внимания «Вознесение Девы Марии» (1632) в аббатстве Сан-Меркуриале в Форли и «Данте и Вергилий, пересекающие врата ада», картина, хранящаяся в Национальной пинакотеке в Сиене.
В сакристии церкви Сан-Джованни-а-Черрето находится известная картина 1609 года, приписываемая художнику, на которой изображена Мадонна с Младенцем и святыми Иоанном Евангелистом и Николаем Барийским.
Манетти известен и другими произведениями: «История Святой Екатерины и папы Григория» (1597; Палаццо Пубблико, Сиена), «Крещение Христа» (1600, церковь Сан-Джованнино-ин-Пантането), «Папа Александр I освобождённый из тюрьмы ангелом» в церкви Сан-Джованни-Баттиста в Сант-Ансано-ин-Грети (1625); «Искушение Святого Антония» (1620, церковь Сант-Агостино), «Отдых на пути в Египет» (церковь Сан-Пьетро-алле-Скале, Сиена), «Смерть блаженного Антонино Патрици» (Монтичиано, 1616), «Блаженный Доменико даль Поццо за столом» (теперь находится в Чертозе во Флоренции), «Рождение Девы Марии» (1625, церковь Санта-Мария-деи-Серви) и такая же картина в церкви Сан-Доменико (1628). Он также написал «Аллегорию четырёх времен года» и «Притчу о слепых», произведения, которые теперь находятся в частных коллекциях.
Его сын, Доменико Манетти, также стал художником. Одним из учеников и последователей Рутилио Манетти был Стефано Вольпи.

## Галерея

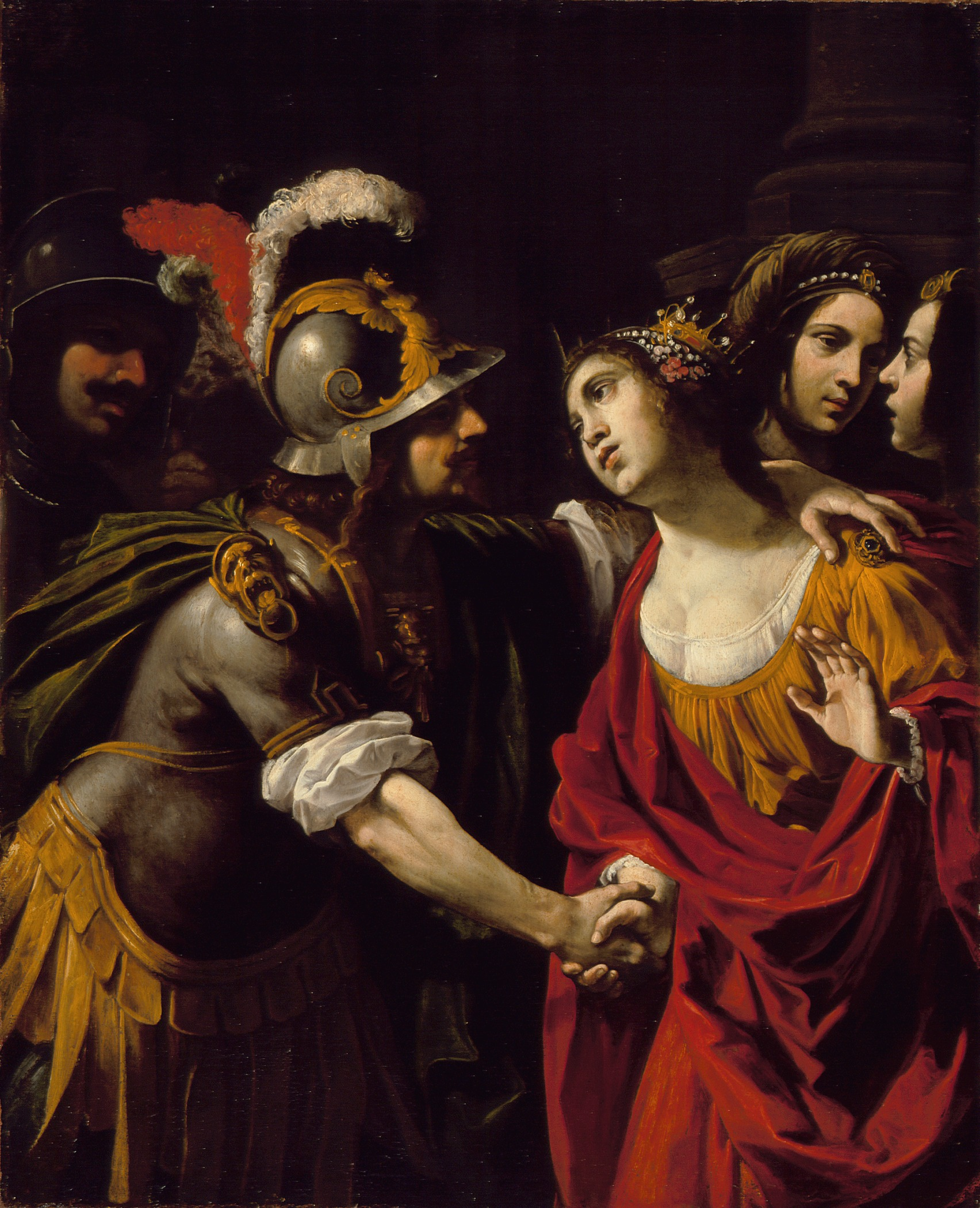
Дидона и Эней. Ок. 1630. Холст, масло. Музей искусств округа Лос-Анджелес, Калифорния, США
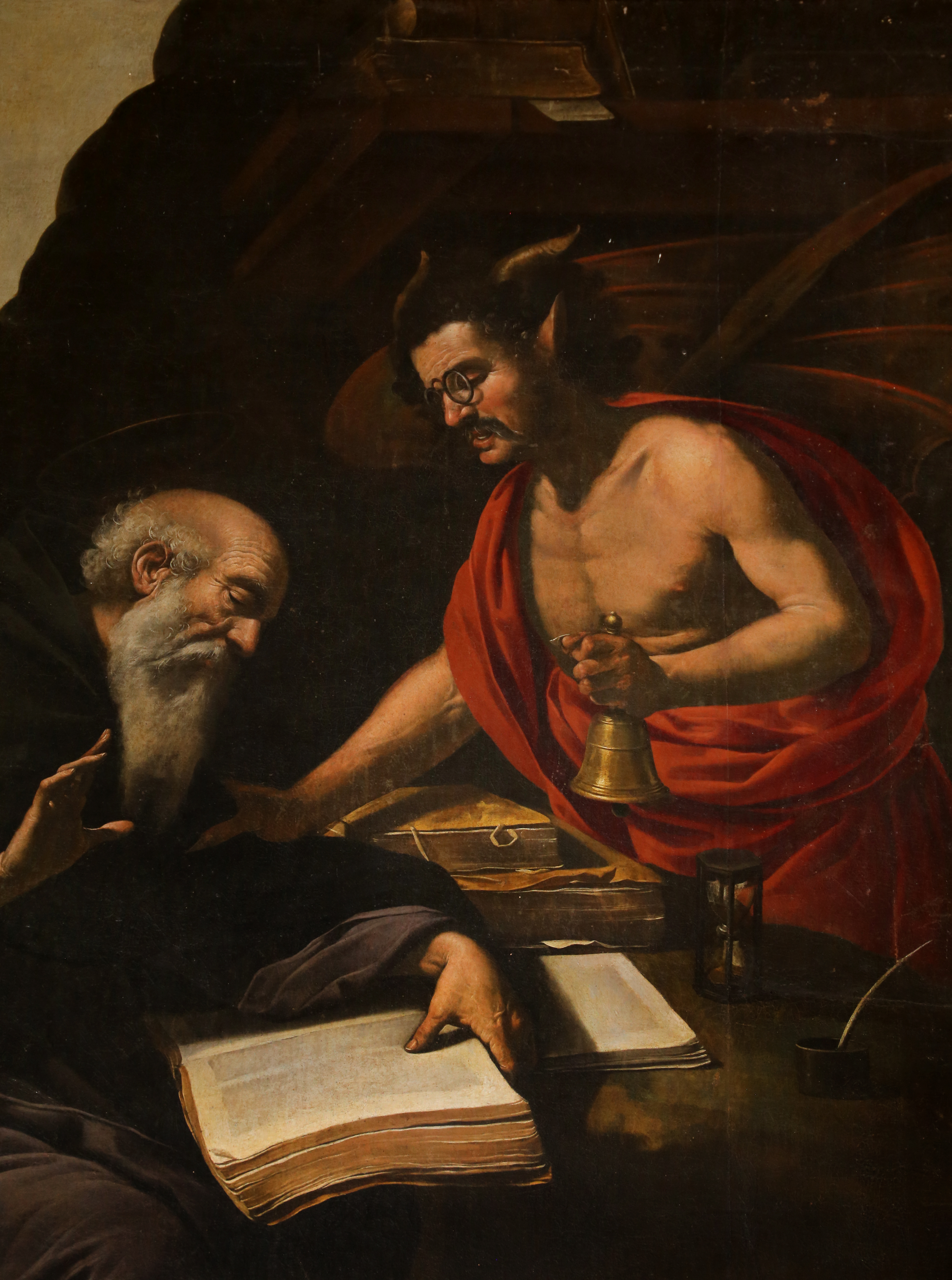
Святой Антоний Аббат, искушаемый демоном. Ок. 1630. Холст, масло. Церковь Сант-Агостино, Сиена
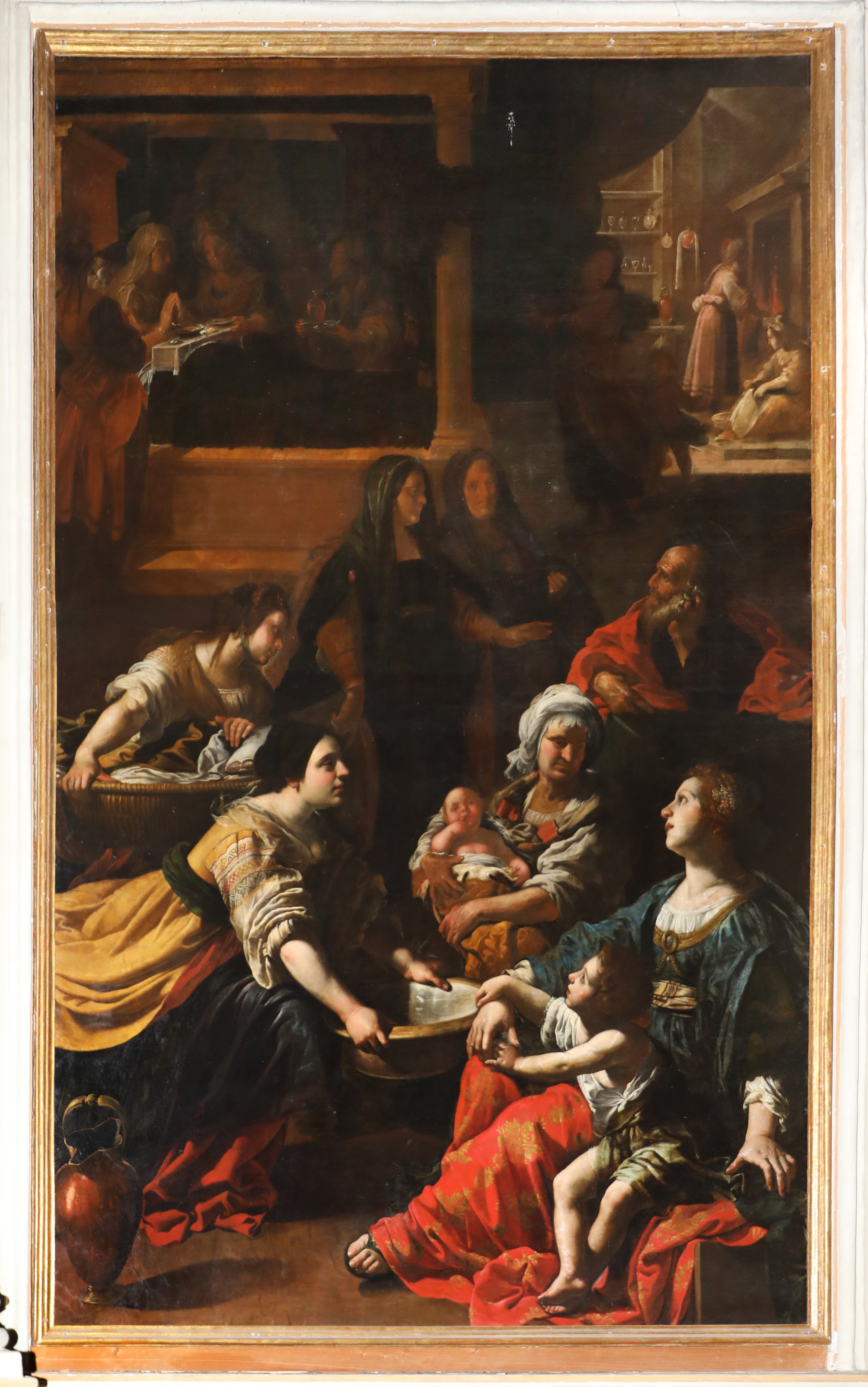
Рождение Девы Марии. 1625. Церковь Санта-Мария-деи-Серви
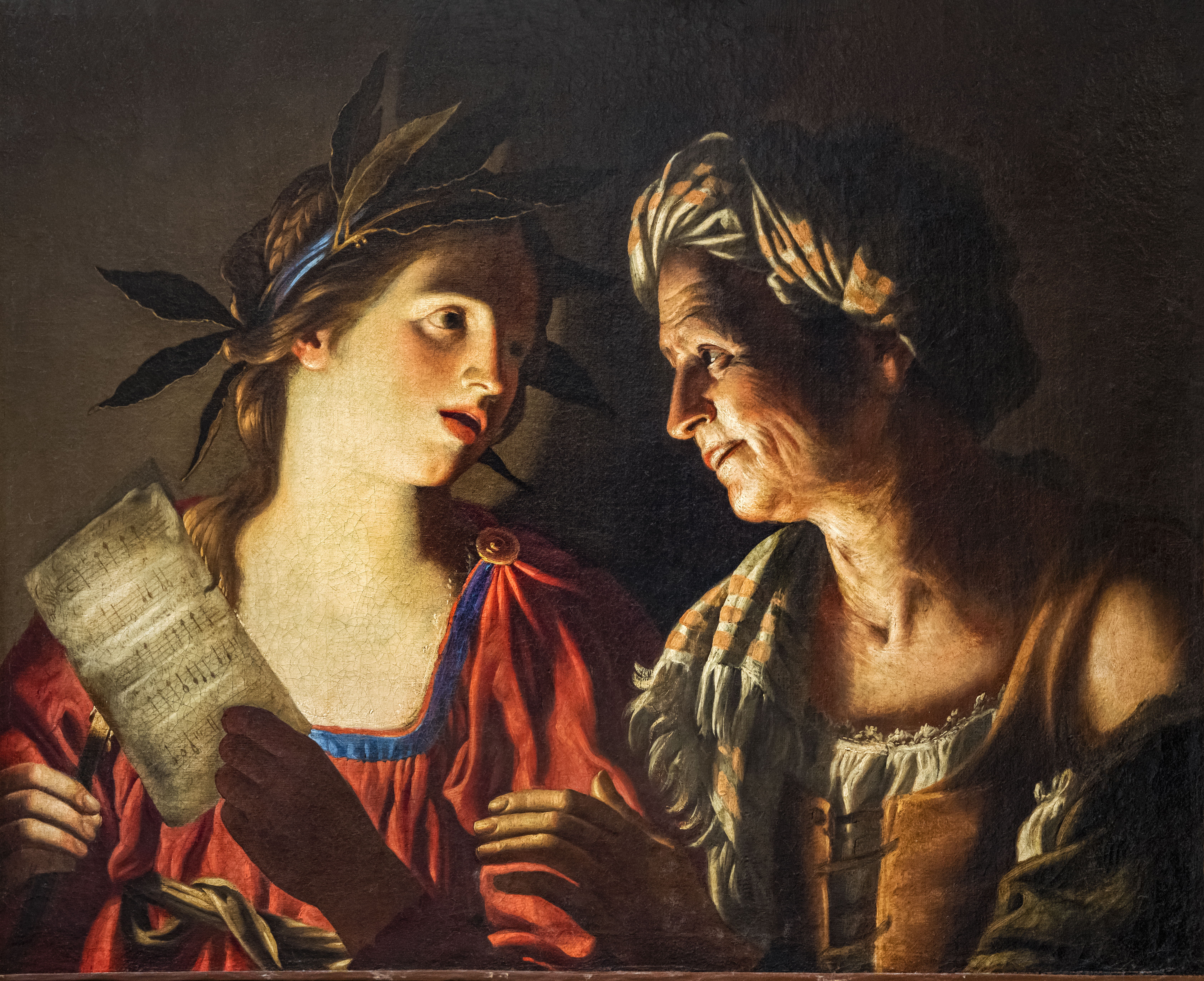
Две певицы. До 1631. Холст, масло. Музей Энгра-Бурделя, Монтобан, Франция
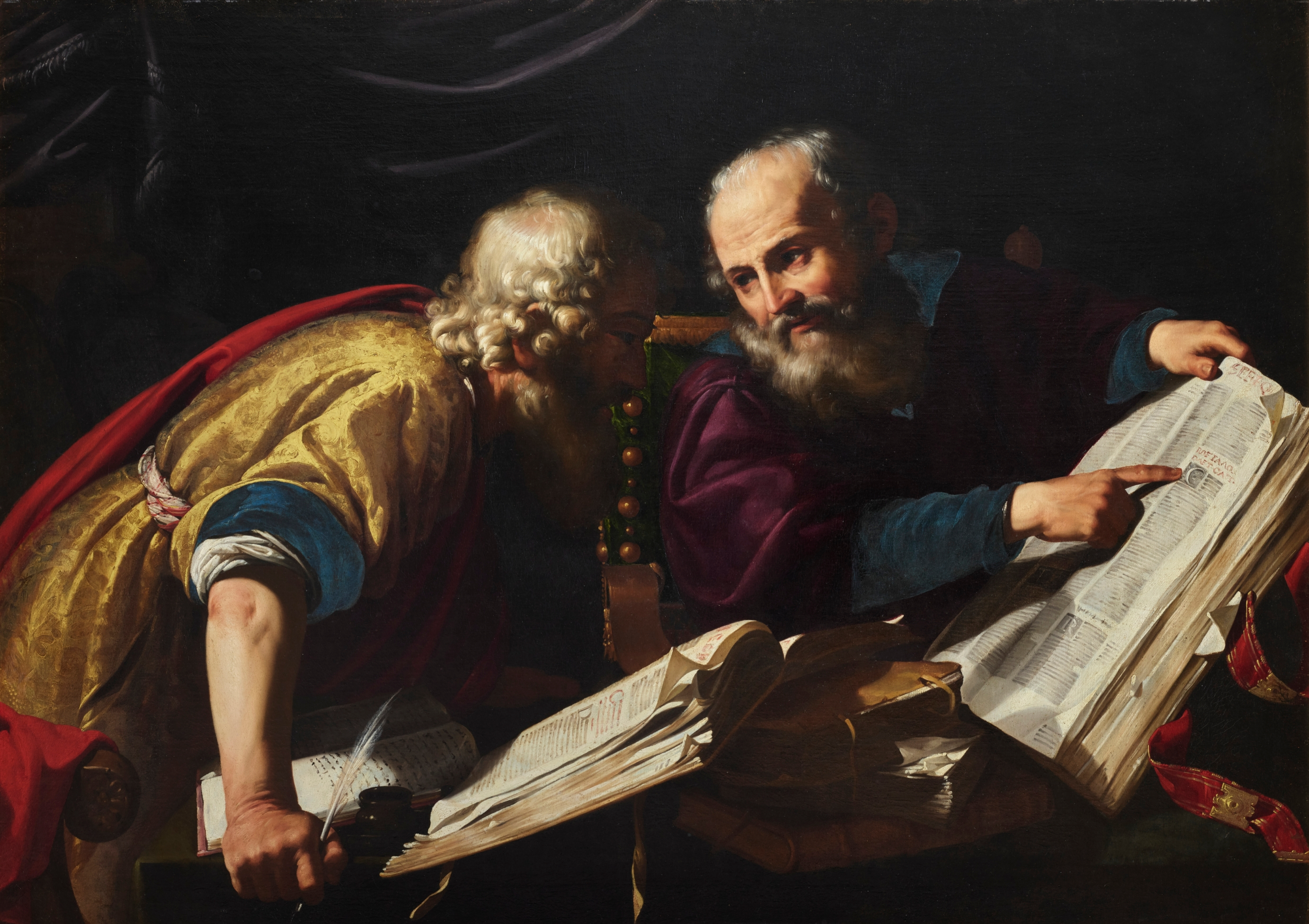
Пророки Иеремия и Барух. Между 1600 и 1639. Холст, масло. Национальная галерея старинного искусства, Палаццо Барберини, Рим
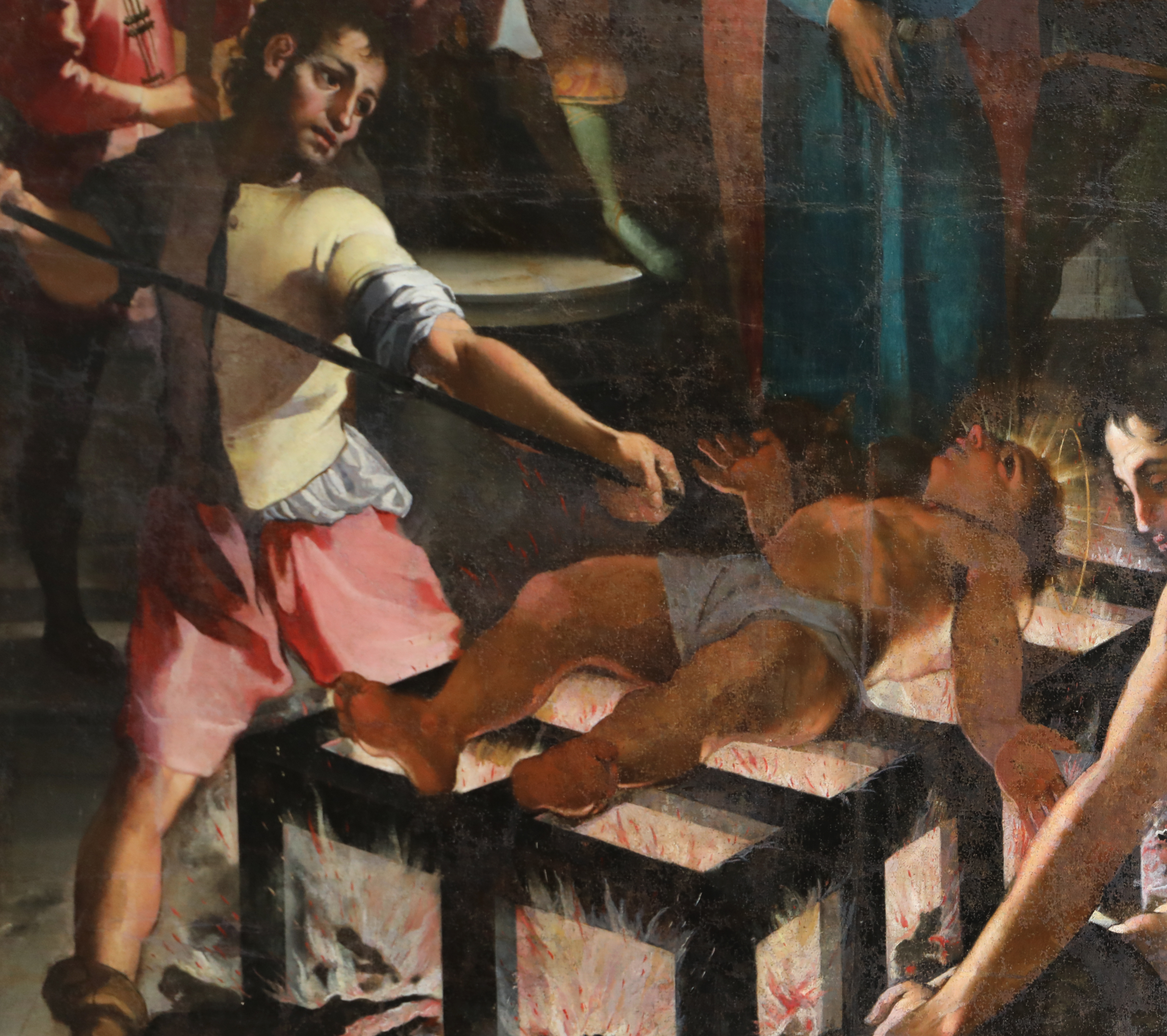
Мученичество Святого Лаврентия. Церковь  Санта-Мария-деи-Серви, Сиена
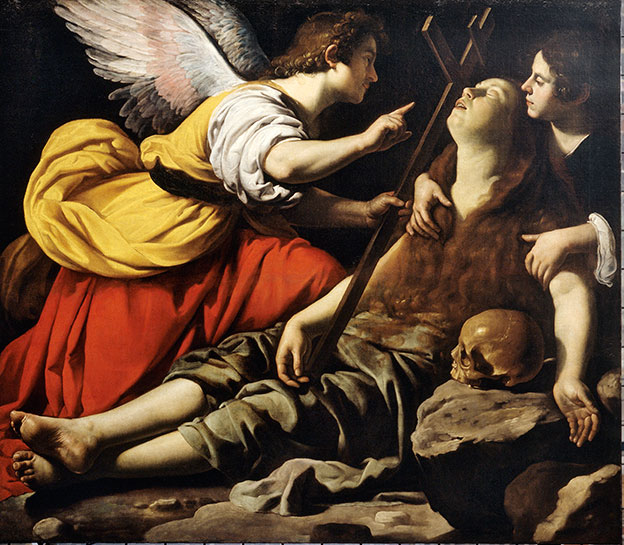
Экстаз Марии Магдалины. Ок. 1625. Холст, масло. Церковь Сент-Эсташ, Париж
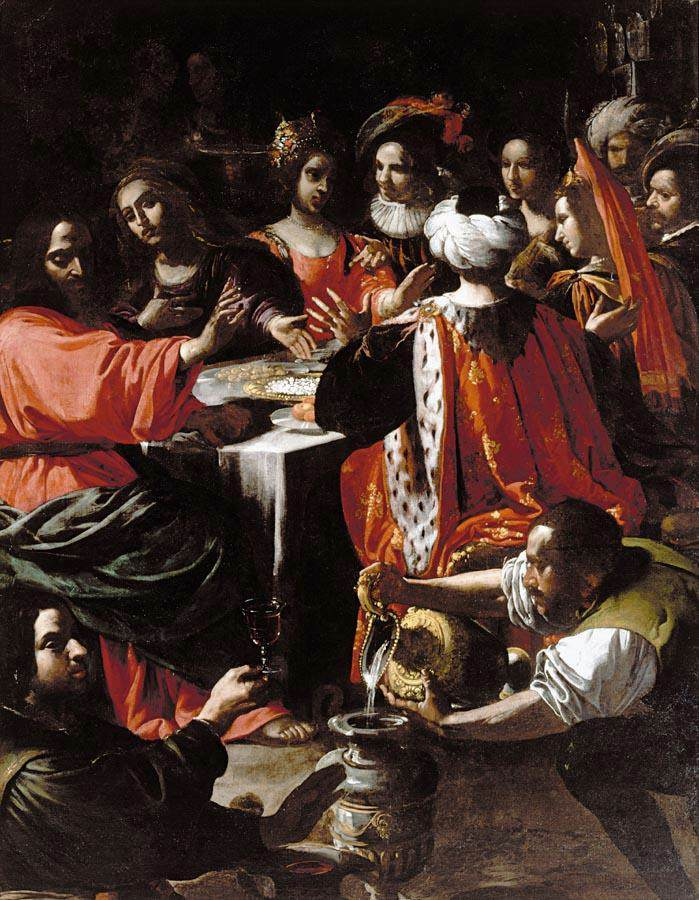
Брак в Кане Галилейской. Ок. 1620. Холст, масло. Частное собрание
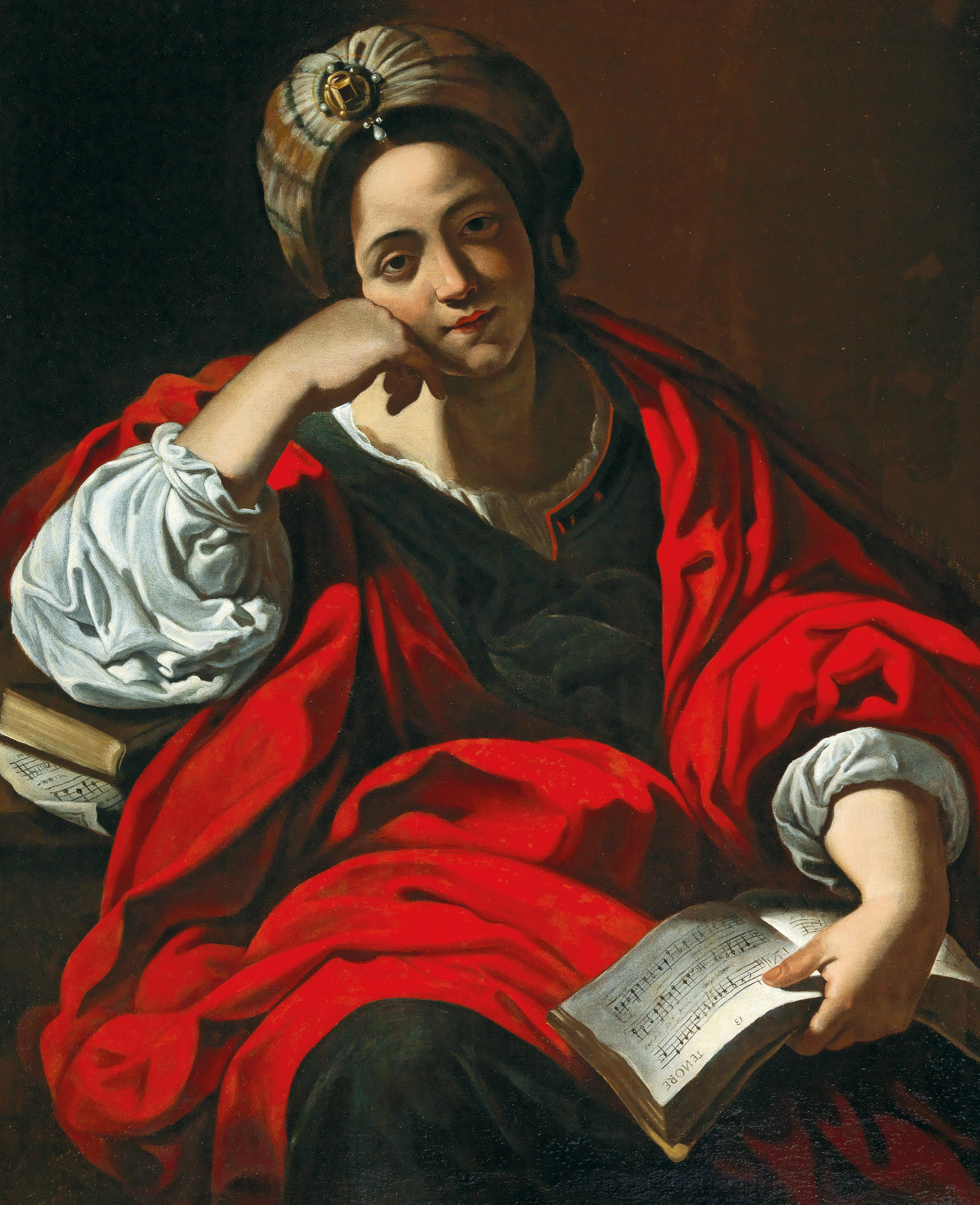
Аллегория музыки. Холст, масло. Частное собрание
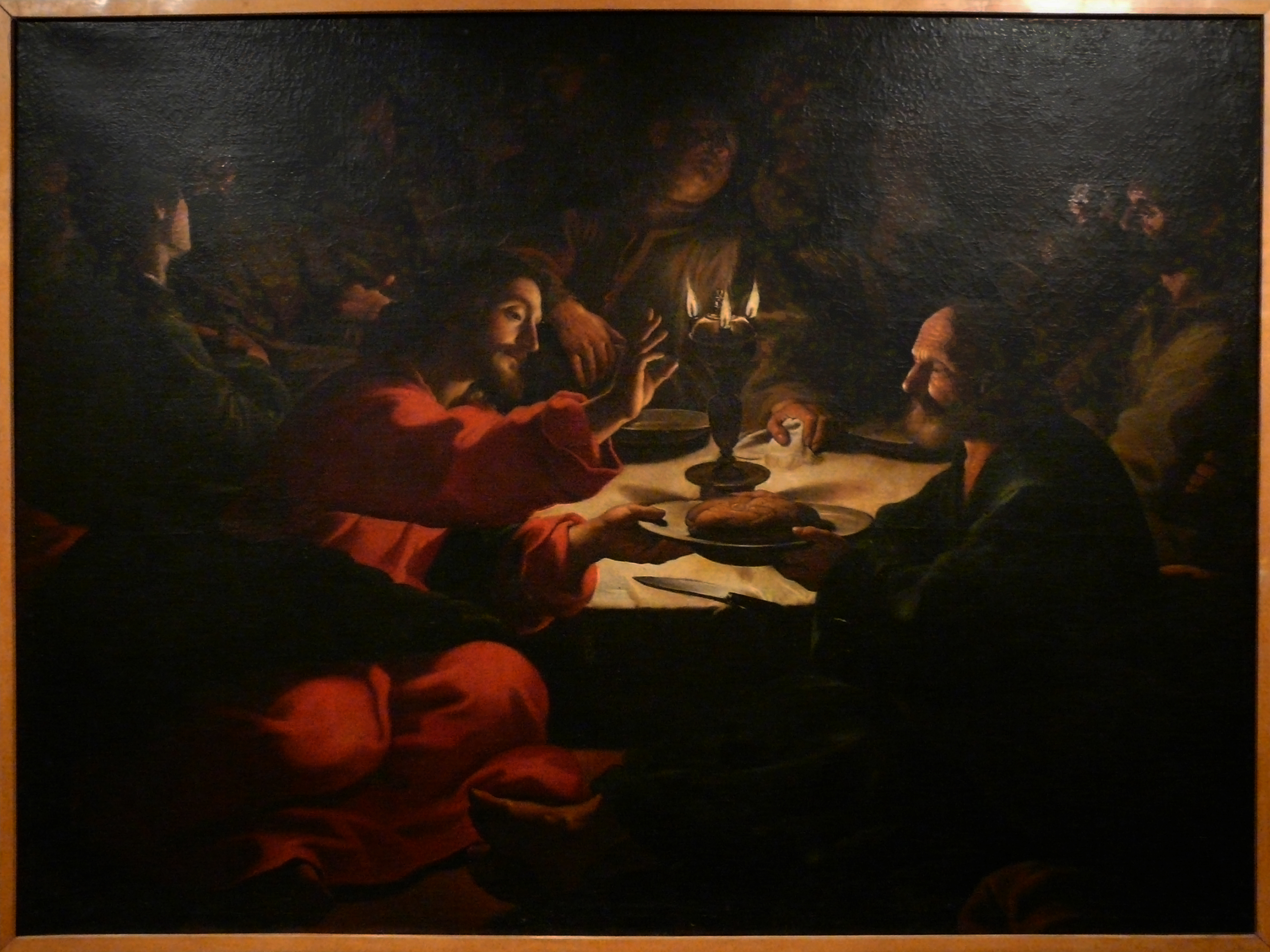
Тайная вечеря. Музей Монсеррат, Испания
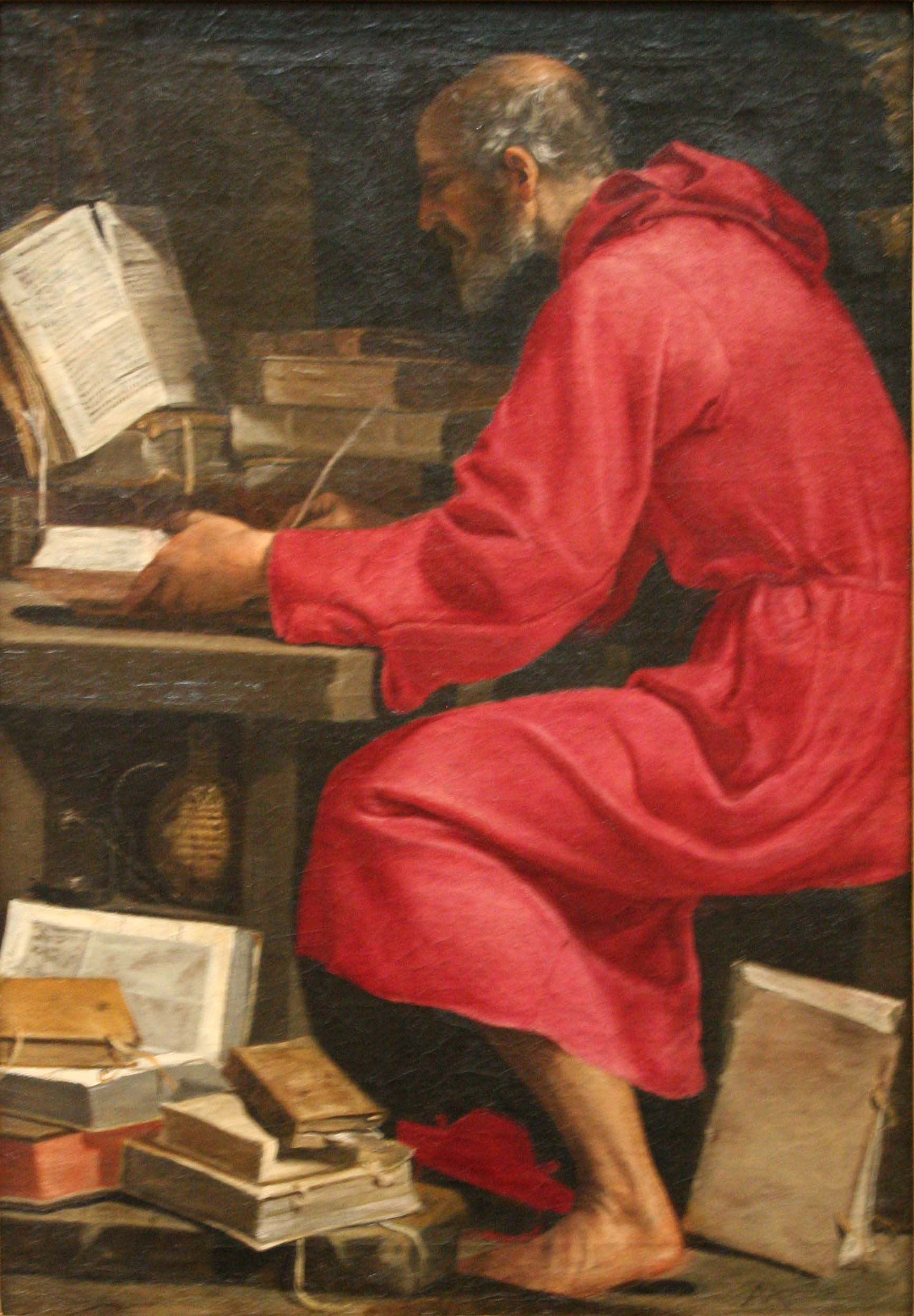
Святой Иероним. Ок. 1620. Холст, масло. Музей Фабра, Монпелье
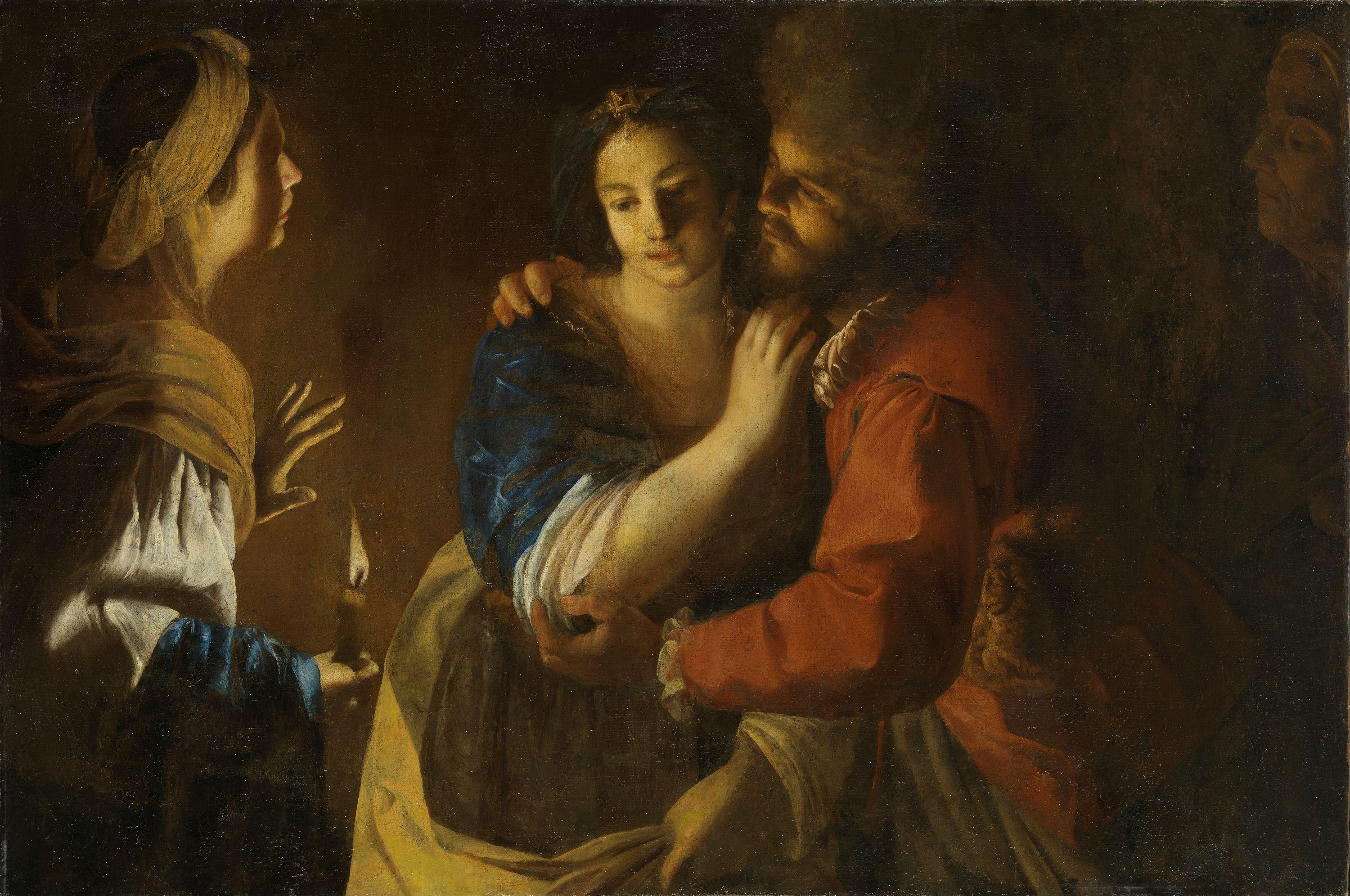
Прерванное свидание. Между 1600 и 1649. Холст, масло. Национальный музей искусств, архитектуры и дизайна. Осло, Норвегия